# Grand Prix Formule 1 van Nederland 1980
De Grand Prix Formule 1 van Nederland 1980 werd verreden op 31 augustus op het circuit van Zandvoort. Het was de elfde race van het seizoen.

## Uitslag
| Pos. | Nr. | Coureur               | Constructeur   | Rondes | Tijd / Oorzaak uitval | Grid | Punten |
| ---- | --- | --------------------- | -------------- | ------ | --------------------- | ---- | ------ |
| 1    | 5   | Nelson Piquet         | Brabham-Ford   | 72     | 1:38:13.83            | 5    | 9      |
| 2    | 16  | René Arnoux           | Renault        | 72     | +12.93                | 1    | 6      |
| 3    | 26  | Jacques Laffite       | Ligier-Ford    | 72     | +13.43                | 6    | 4      |
| 4    | 28  | Carlos Reutemann      | Williams-Ford  | 72     | +15.29                | 3    | 3      |
| 5    | 3   | Jean-Pierre Jarier    | Tyrrell-Ford   | 72     | +1:00.02              | 17   | 2      |
| 6    | 8   | Alain Prost           | McLaren-Ford   | 72     | +1:22.62              | 18   | 1      |
| 7    | 2   | Gilles Villeneuve     | Ferrari        | 71     | +1 Ronde              | 7    |        |
| 8    | 11  | Mario Andretti        | Lotus-Ford     | 70     | Geen benzine          | 10   |        |
| 9    | 1   | Jody Scheckter        | Ferrari        | 70     | +2 Rondes             | 12   |        |
| 10   | 9   | Marc Surer            | ATS-Ford       | 69     | +3 Rondes             | 20   |        |
| 11   | 27  | Alan Jones            | Williams-Ford  | 69     | +3 Rondes             | 4    |        |
| NF   | 4   | Derek Daly            | Tyrrell-Ford   | 60     | Remmen                | 23   |        |
| NF   | 23  | Bruno Giacomelli      | Alfa Romeo     | 58     | Ongeluk               | 8    |        |
| NF   | 31  | Eddie Cheever         | Osella-Ford    | 38     | Motor                 | 19   |        |
| NF   | 29  | Riccardo Patrese      | Arrows-Ford    | 29     | Motor                 | 14   |        |
| NF   | 15  | Jean-Pierre Jabouille | Renault        | 23     | Handling              | 2    |        |
| NF   | 22  | Vittorio Brambilla    | Alfa Romeo     | 21     | Ongeluk               | 22   |        |
| NF   | 41  | Geoff Lees            | Ensign-Ford    | 21     | Ongeluk               | 24   |        |
| NF   | 7   | John Watson           | McLaren-Ford   | 18     | Motor                 | 9    |        |
| NF   | 20  | Emerson Fittipaldi    | Fittpaldi-Ford | 16     | Remmen                | 21   |        |
| NF   | 43  | Nigel Mansell         | Lotus-Ford     | 15     | Remmen                | 16   |        |
| NF   | 12  | Elio de Angelis       | Lotus-Ford     | 2      | Ongeluk               | 11   |        |
| NF   | 25  | Didier Pironi         | Ligier-Ford    | 2      | Ongeluk               | 15   |        |
| NF   | 6   | Héctor Rebaque        | Brabham-Ford   | 1      | Versnellingsbak       | 13   |        |
| NQ   | 50  | Rupert Keegan         | Williams-Ford  |        |                       |      |        |
| NQ   | 14  | Jan Lammers           | Ensign-Ford    |        |                       |      |        |
| NQ   | 30  | Mike Thackwell        | Arrows-Ford    |        |                       |      |        |
| NQ   | 21  | Keke Rosberg          | Fittpaldi-Ford |        |                       |      |        |
| NS   | 30  | Jochen Mass           | Arrows-Ford    |        | Blessure              |      |        |

## Statistieken
| Pole-position | René Arnoux | Renault | 1:17.44 |
| Snelste ronde | René Arnoux | Renault | 1:19.35 |

## Noot
- Dit was het debuut van de Nieuw-Zeelandse coureur Mike Thackwell.
- Dit was de vijfentwintigste Grand Prix-start voor een Ierse coureur.
- Vijfde podiumplaats voor Nelson Piquet.
- Dit waren de negenennegentigste en honderdste podiumplaatsen voor een Franse coureur.

1948 · 1949 · 1950 · 1951 · 1952 · 1953 · 1955 · 1958 · 1959 · 1960 · 1961 · 1962 · 1963 · 1964 · 1965 · 1966 · 1967 · 1968 · 1969 · 1970 · 1971 · 1973 · 1974 · 1975 · 1976 · 1977 · 1978 · 1979 · 1980 · 1981 · 1982 · 1983 · 1984 · 1985 · 2020 · 2021 · 2022 · 2023 · 2024 · 2025  · 2026